# Iveco Defence Vehicles
L'Iveco Defence Vehicles S.p.A. (IDV) è una società italiana, divisione di Leonardo,  con sede principale a Bolzano che produce veicoli per la difesa e di protezione civile.
Ha sedi secondarie a Piacenza (presso Astra), a Sete Lagoas in Brasile e Vittorio Veneto.

## La storia

### Le origini
Le origini dell'azienda derivano dalla casa automobilistica Lancia. Mentre stava lavorando attorno al progetto dell'Aprilia, Vincenzo Lancia decideva di aderire ad una iniziativa governativa tesa a promuovere la creazione di un centro industriale a Bolzano, dedicato principalmente alla produzione dei veicoli industriali e, in prospettiva, anche ai mezzi sviluppati su commissione del Regio Esercito.
Nel marzo del 1935, l'ufficio tecnico del comune di Bolzano trasmetteva alla direzione della casa torinese la planimetria dell'area su cui sarebbe dovuto sorgere il nuovo impianto. Sei mesi dopo, iniziarono i lavori di costruzione dei primi quattro capannoni e nell'aprile 1937 si concretizzò l'assunzione dei primi impiegati “istruiti” a Torino. Dopodiché; nel giugno 1937, venne avviato il reparto fonderia e il successivo 6 luglio lo stabilimento fu inaugurato dall'autorità fascista.
Lo scoppio della seconda guerra mondiale accelerò notevolmente le attività del sito industriale di Bolzano, che si rese disponibile a operare per le commesse militari. Nel 1942, la fabbrica diede spazio ai reparti trasferitesi dalla sede centrale di Torino, che venne contestualmente danneggiata dai bombardamenti. Ma in breve, le bombe giunsero a colpire pure la città di Bolzano, e gli anni 1943 e 1944 saranno costellati da arresti, distruzione, lutti.
La produzione subisce pesanti battute d'arresto, fino al 3 maggio 1945, quando cessate le ostilità nell'Alto Adige si procedette a un massiccio piano di riavvio e riconversione degli impianti Lancia, partendo appunto da Bolzano, che per un breve periodo offrì ancora ospitalità ad alcune lavorazioni di pertinenza della fabbrica di Torino, per poi dedicarsi in esclusiva alla costruzione degli autocarri, utilizzati anche in qualche esemplare dai Vigili del fuoco e dall'Esercito Italiano.

### La nascita di Iveco Defence Vehicles

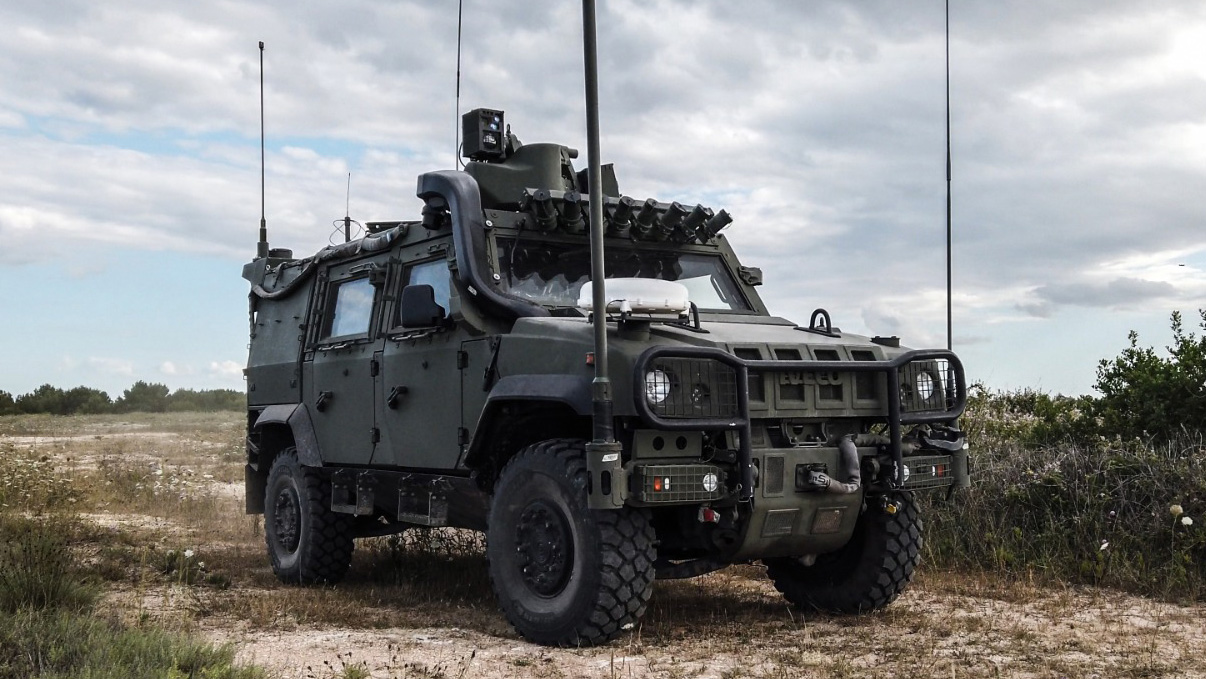
Un Iveco VTLM-2.

Nel 1969 la FIAT acquista la casa automobilistica Lancia e con essa la proprietà dello stabilimento di Bolzano (sede di via A. Volta) che diventa Lancia Veicoli Speciali, fino alla costituzione dell'Iveco nel 1975. 
A Bolzano sono raggruppate le produzioni dei mezzi Fiat V.I. come l'anfibio Fiat 6640 e il Fiat 6605 TM69.
Nel 1980 viene introdotta la gamma unificata dei veicoli speciali a trazione integrale per impegni gravosi e dei motori destinati ad assali, carri armati.
Nel 1985, dieci anni dopo la nascita di Iveco, debutta il marchio Iveco Defence Vehicles, mantenendo Bolzano come sede operativa della società.  
Nel 2006, IDV accorpa la SICCA di Vittorio Veneto, centro specializzato nello sviluppo di prototipi e protezioni. Nel 2012 avvia in Brasile la costruzione del veicolo anfibio militare blindato VBTP 6x6.
Nel 2022, con la nascita di Iveco Group viene creata la nuova immagine aziendale con il nuovo logo IDV.
Nel luglio 2025, Leonardo S.p.A. società italiana a controllo pubblico attiva nei settori della difesa, dell'aerospazio e della sicurezza, ha acquisito il IDV per 1,7 miliardi di euro. 
Con tale operazione passano sotto il controllo di Leonardo:
- 5 stabilimenti produttivi di IDV: 2 in Italia (Bolzano e Vittorio Veneto) 1 in Romania, 1 in Germania e 1 in Brasile.
- 2000 dipendenti IDV, di cui 1100 in Italia.
- lo stabilimento Astra di Piacenza
- 500 dipendenti Astra

Sempre nel luglio 2025 iniziano le trattative per la vendita da parte di Leonardo della divisione Astra a Rheinmetall, nel più ampio accordo LRMV.

## Gamma prodotti

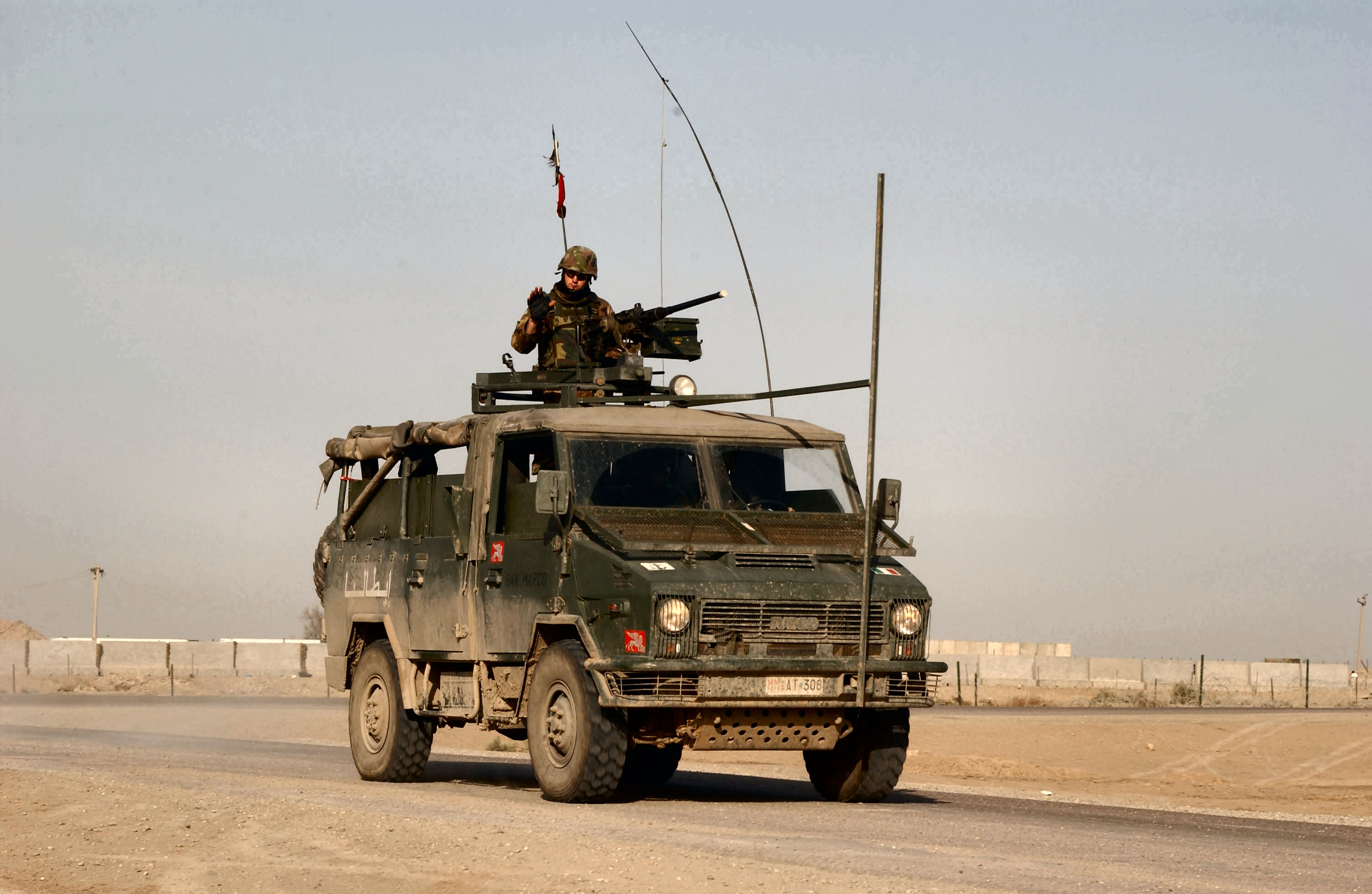
Veicolo militare VM90

La gamma prodotti comprende autocarri tattici da 1,5 a 17,5 tonnellate di carico utile, trattori per trasporto corazzati, motopropulsori per blindati e corazzati, sia su ruote sia su cingoli. Infine, produce anche veicoli blindati e corazzati (in collaborazione con Oto Melara nel CIO) per la ricognizione, combattimento, trasporto truppe, comando e supporto.

### Modelli prodotti in modo indipendente
produzioni passate:
- VM 90 - Veicolo Multiruolo 4x4 su base IVECO Daily
- ACL 90 - (Auto Carro Leggero), 4x4
- ACM 80/90 - (Auto Carro Medio), 4x4
- ACP - (Auto Carro Pesante), 4x4
- LSV - (Light Support Vehicle), 4x4 su base IVECO Daily
- MMV - (Medium Multirole Vehicle), 4x4 tattico su base Eurocargo
- HMV - (Hight Multirole Vehicle), da 4x2 a 6x6 fino a 8x8, su base Trakker e ASTRA HD8.
- LMV - (Light Multirole Vehicle)  - Veicolo Tattico Leggero Multiruolo (VTLM) 4x4 Lince, sviluppato su base propria

produzione attuale:
- DAILY for homeland security, Daily V per le forze dell'ordine.[8]
- MUV - (Military Utility Vehicle), 4x4 tattico su base IVECO Daily [9]
- LMV2, versione aggiornata del Lince [10]
- MTV - Veicolo tattico medio multiruolo [11]
- EUROCARGO 4x4 (ex MMV) - 4x4 tattico su base Eurocargo fino a 15 tonnellate [12]
- MMR (ex HMV) è un progetto particolarmente flessibile in grado di creare veicoli modulari che arrivano fino a 40t di carico utile.[13]
  - SMR6 (Standard Military Range) - camion tattico logistico 4x4, 6x6, 8x8 e 10x10 in varie configurazioni[14][15] per l'Esercito Italiano, nato dal progetto MMR (Modular Military Range)[16] e basato sulla nona generazione (HD9) dell'Astra ACTL.

### Modelli prodotti nelCIO
modelli passati:
- Puma - (Armoured Fighting Vehicle), 4x4 e 6x6
- VBM Freccia - veicolo da combattimento della fanteria ruotato 8x8 [17]
- Centauro - Armoured Fighting Vehicle, 8x8
- Dardo - Veicolo da combattimento della fanteria, cingolato
- Ariete - Carro armato da combattimento, cingolato [18]

produzione attuale:
- Centauro II - Cacciacarri, 8x8, successore del Centauro[19]
- VBM 30 NG - versione aggiornata del VBM Freccia [20][21]
- Iveco SuperAV - Veicolo militare anfibio, 8x8,
  - LAND - Versione terrestre del SuperAV, veicolo multiruolo pesante 8x8: trasporto truppe, trasporto tattico [22]
  - VBTP-MR Guarani - Veicolo militare anfibio, 6x6 costruito per l'esercito brasiliano
  - ACV - 8x8 anfibio costruito, insieme a BAE Systems, per le forze armate statunitensi.
- Ariete C2 - Carro armato da combattimento, cingolato [23]

### Modelli prodotti conLRMV
- A2CS
- I-MBT

### Modelli prodotti con altri partner
- VTMM - (Multi-role Medium Tactical Vehicle/Veicolo Tattico Medio Multiruolo, da 4x4 a 6x6

### Divisione robotica
- Iveco VIKING: robot 6x6 multiruolo con alimentazione ibrida (diesel+elettrico) a pilotaggio remoto per ricognizione, comunicazione, soccorso, trasporto, supporto al genio e riparazione [24]

## Loghi

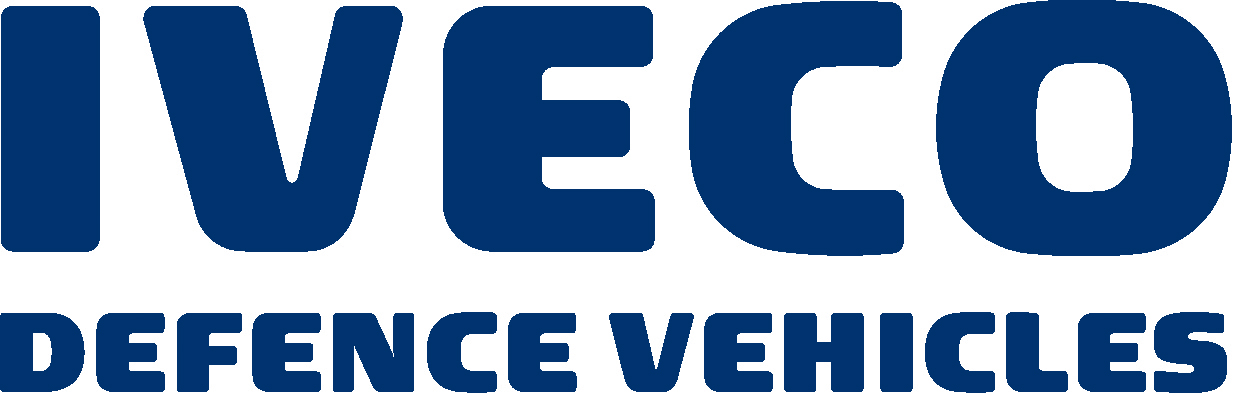
In uso dal 1985 al 2022